# Daniel Alfei
Daniel Mark Alfei (ur. 23 lutego 1992 w Swansea) – walijski piłkarz występujący na pozycji obrońcy w Swansea City.